# Врба (Гацко)
Врба је насељено мјесто у општини Гацко, Република Српска, БиХ. Према попису становништва из 1991. у насељу је живјело 83 становника.

## Становништво
| Демографија- | Демографија- | Демографија- |
| Година       | Становника   | Становника   |
| ------------ | ------------ | ------------ |
| 1948.        | 1.423        |              |
| 1953.        | 0            |              |
| 1961.        | 136          |              |
| 1971.        | 94           |              |
| 1981.        | 75           |              |
| 1991.        | 82           |              |